# Юри
Вижте пояснителната страница за други значения на Юри.
Ю̀ри (на английски: Urie) е река в Шотландия, течаща в североизточната част на страната в областта Абърдийншър. Дълга е около 30 km, тече в източна посока и се влива в Дон, до северната част на град Инвърури. Юри е ляв приток на Дон. Единственият неин десен приток е река Гади Бърн.